# Blade server

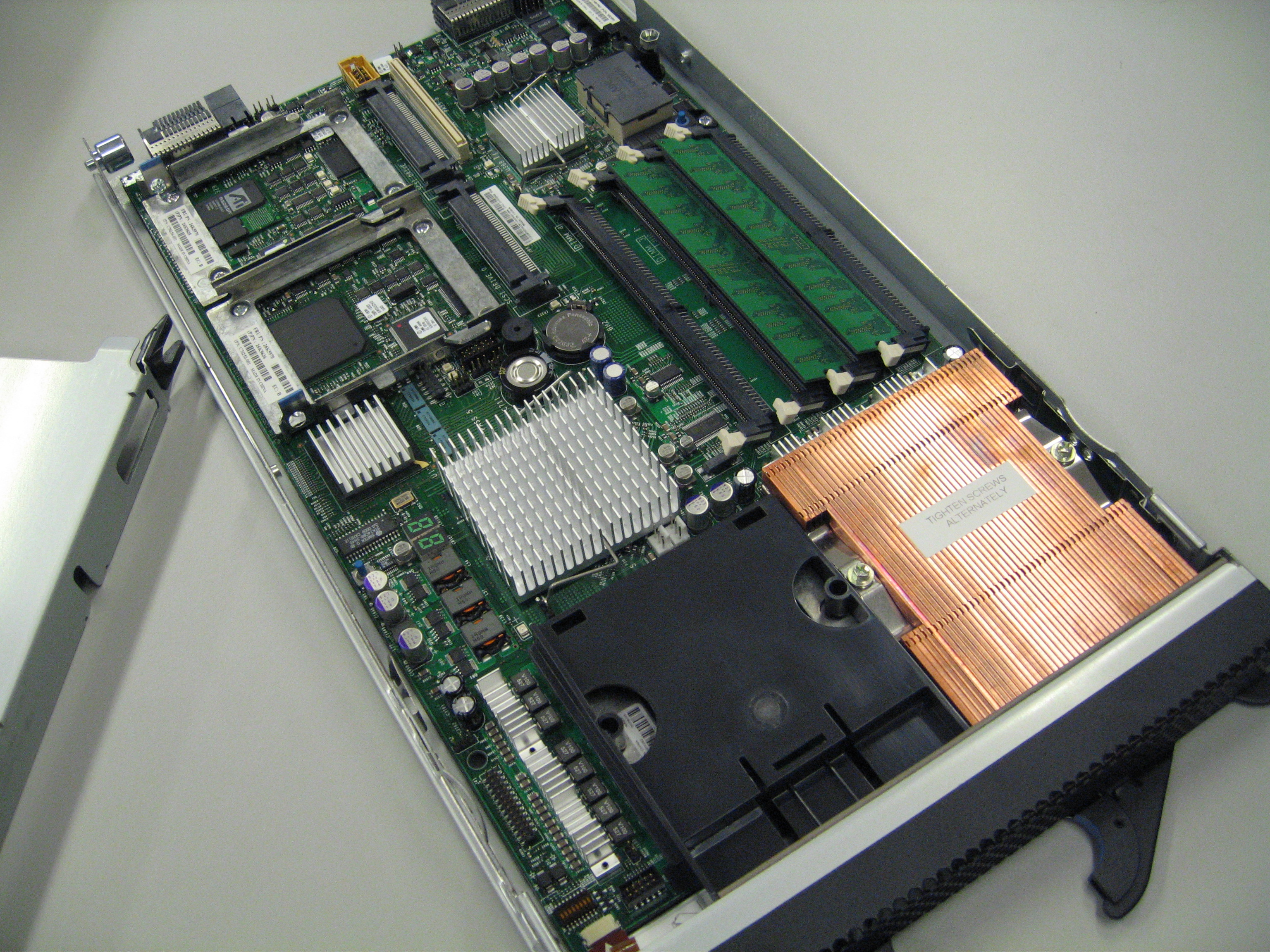
Blade server IBM HS20

Un blade server è un server auto-contenuto pensato per minimizzare l'occupazione di spazio; mentre un server tradizionale da montare in un rack può esistere con almeno un cavo di alimentazione e uno di rete, in questo caso molti componenti vengono rimossi per considerazioni di ingombro o consumo, anche se dal punto di vista funzionale dispongono di tutto il necessario per essere considerati dei veri e propri computer.

## Storia
Negli anni settanta, subito dopo l'introduzione dei microprocessori a 8 bit, i microcomputer venivano messi su schede e inseriti in rack da 19 pollici. Quest'architettura costituiva un'alternativa ai sistemi di controllo basati su minicomputer per il controllo industriale. I primi modelli memorizzavano i programmi nelle EPROM ed erano limitati a una singola funzione con un piccolo ambiente di esecuzione realtime.
L'architettura VMEbus (circa 1981) definì un'interfaccia per computer che includeva l'implementazione di una macchina installata in uno chassis di interconnessione con molteplici zoccoli per schede che fornissero I/O, memoria o capacità di calcolo addizionale. Il PCI Industrial Computer Manufacturers Group (PICMG) sviluppò una struttura con chassis e blade per l'allora emergente bus PCI denominata "CompactPCI". In comune tra tutti v'era il fatto che l'intero chassis costituisse un singolo sistema. Anche se questo poteva includere più schede per fornire la capacità di calcolo e la ridondanza desiderata, in ogni caso solo una scheda si occupava di coordinare le operazioni dell'intero sistema.
PICMG estese la specifica di CompactPCI per far uso di Ethernet come connessione tra le schede. La versione 2.16 di "CompactPCI Packet Switching Backplane" fu adottata nel settembre 2001 (PICMG specifications). Questa fornì la prima architettura aperta per chassis con server multipli. A questo seguì la più ampia e corposa AdvancedTCA, pensata per le necessità dell'industria delle telecomunicazioni per l'high-availability e alta densità' con una vita di prodotto lunga (10 anni e oltre). Anche se i prezzi dei prodotti AdvancedTCA sono più alti dei blade server, i produttori affermano che i costi operativi e Total Cost of Ownership rendono queste soluzioni un'alternativa competitiva per molte parti della prossima generazioni di rete di telecomunicazioni.
La nomea blade server si applicava quando una scheda includeva processore, memoria, I/O e supporto non volatile per la memorizzazione di programmi (memoria flash o hard disk). Questo permetteva ai produttori di includere un server completo, con sistema operativo e applicazioni, su un singolo supporto. Molti di questi potevano operare indipendentemente dentro uno chassis comune, facendo il lavoro di macchine distinte in una maniera più efficiente. In aggiunta ai benefici più ovvi (meno spazio), altri sono divenuti chiari relativamente ad alimentazione, raffreddamento, gestione e collegamento in rete grazie all'unione o condivisione di un'infrastruttura comune che supporta l'intero chassis invece di farlo per ogni macchina.
RLX Technologies di Houston, per la maggior parte composta di persone provenienti da Compaq, mise in vendita il primo blade server moderno nel 2001. Hewlett Packard acquistò l'azienda in 2005. La società di ricerca IDC ha identificato HP e IBM come i più attivi nel campo. Altri venditori includono AVADirect, Sun, Egenera, Supermicro, Hitachi, Fujitsu-Siemens, Rackable (Hybrid Blade), Verari Systems, Dell e Intel (come rivenditore degli chassis di IBM).

## Descrizione
Uno chassis per blade server, che ne può contenere molteplici, fornisce servizi come l'alimentazione, il raffreddamento, la rete, varia connettività e possibilità di gestione, anche se i produttori differiscono per cosa includono e non includono nel server (e nello chassis). L'insieme di blade server e chassis costituisce un sistema.
Una singola lama (blade in inglese significa appunto "lama"), montata in verticale nello chassis, costituisce una macchina server (fisica) distinta che, da sola o in concorso con altre lame, può simulare N macchine server virtuali. Infatti, la virtualizzazione rappresenta una tipica soluzione associata ai server blade unita al consolidamento di diversi sistemi di storage.
In una configurazione standard di un rack, una rack unit (19 pollici di larghezza e 1,75 di altezza) costituisce la dimensione minima. Il beneficio più importante, e la ragione dietro la spinta a fare uso di questo tipo di server, è che i componenti non sono più vincolati a questo minimo. Il rack più comune è alto 42 unità, comportando che il numero di computer che possono essere montati sia lo stesso. Nel caso di blade questa limitazione non si applica, e la generazione corrente riesce a raggiungere densità sino a 128 macchine per rack.

### Caratteristiche
Nella sua definizione più stretta, un computer ha bisogno di:
- memoria per leggere i comandi e i dati d'ingresso
- un processore per eseguire i comandi che manipolano i dati
- una memorizzazione secondaria ove porre i risultati

Al giorno d'oggi, a differenza dei primi computer, quanto sopra è implementato con componenti elettronici a corrente continua, che producono calore. Altre parti, come il disco rigido, l'alimentatore, lo spazio di memorizzazione e le connessioni di rete, I/O (come tastiera, monitor, mouse, porta seriale, ecc.) servono solo per le funzioni base, e tuttavia aggiungono ingombro, calore e complessità, per non dire delle parti in movimento, maggiormente facili a rompersi rispetto a quelle allo stato solido.
In pratica, v'è la necessità di tutti questi componenti perché il computer possa fare qualcosa di utile. Nel caso di blade, la maggior parte di queste funzioni sono spostate dal computer allo chassis (alimentatore), oppure virtualizzate (iSCSI, console remota via Internet Protocol), o addirittura rimosse (porte seriali), rendendo il computer più semplice, e quindi piccolo ed economico da produrre (in teoria).

## Chassis
Lo chassis si occupa di fornire molti dei servizi non essenziali presenti nella maggioranza dei computer. Nel caso classico sono presenti componenti ingombranti, caldi ed inefficienti in termini di spazio, che possono essere duplicati e non operare al meglio. Ponendo questi servizi in un singolo posto e condividendoli, l'utilizzazione globale diviene più efficiente. La scelta di quali servizi gestire e in che modo varia tra i produttori.

### Alimentazione
I computer lavorano in un certo intervallo di tensione in corrente continua, mentre dalla rete elettrica arriva corrente alternata ad una tensione più alta di quella richiesta, la cui conversione richiede alimentatori. Al fine di assicurare che un guasto non interrompa il funzionamento, anche server di fascia bassa dispongono di configurazioni di alimentazione ridondante, ancora una volta aumentando l'ingombro e la produzione di calore.
L'alimentatore dello chassis fornisce l'alimentazione a tutti i server. È possibile averne uno per chassis oppure averne uno separato che ne alimenti molteplici. Questa configurazione diminuisce il numero di alimentatori necessari per fornire un'alimentazione affidabile.
La popolarità dei blade server e la "fame" di elettricità ha portato a una maggior offerta di UPS montabili in un rack, incluse unità specificatamente pensate per blade (come BladeUPS).

### Raffreddamento
Durante l'utilizzo, i componenti elettronici e meccanici producono calore, che deve essere rimosso per assicurare un corretto funzionamento. Negli chassis, come nel maggior parte dei computer, si utilizzano ventole.
Un problema spesso sottostimato durante la progettazione di un sistema ad alte prestazioni è il conflitto tra il calore generato e la capacità di rimuoverlo. Il fatto di avere l'alimentazione e il raffreddamento condivisi fa sì che ne venga prodotto meno rispetto al caso classico. Le nuove generazioni di chassis dispongono di ventole ad alta velocità regolabili, insieme a una logica di controllo che agisce in accordo coi requisiti di sistema, sino ad arrivare al raffreddamento a liquido.
Al contempo, l'alta densità può risultare in una maggiore domanda di raffreddamento quando lo chassis è riempito oltre il 50%. Questo è vero in particolare nelle prime generazioni. In termini assoluti, un rack totalmente riempito probabilmente genera maggiore calore rispetto al caso di server di dimensione 1U. Si pensi che nella stessa struttura in cui vanno 42 computer, si possono installare sino a 128 blade server.

### Rete
I computer sono sempre più frequentemente prodotti con interfacce di rete ad alta velocità integrate, e per la maggior parte sono espandibili in modo che se ne possono aggiungere altre, più veloci, affidabili e funzionanti su differenti tipi di portante fisica (rame e fibra). Questo può comportare un ulteriore sforzo di ingegnerizzazione nella progettazione e produzione, consumo di spazio sia per installazione sia per capacità di espansione (slot vuoti) e quindi risultare in una maggiore complessità. Topologie di rete ad alta velocità richiedono circuiti integrati e mezzi di trasmissione costosi, mentre la maggior parte dei computer non usano l'intera banda disponibile.
Lo chassis fornisce uno o più bus di rete cui una blade si connette, e presenta queste porte o individualmente in una singola locazione (a differenza di una per computer) o le aggrega in un numero inferiore, abbassando i costi per la connessione dei singoli dispositivi. Questi possono essere presenti nello chassis stesso o in blade dedicate.
Dal punto di vista funzionale esistono due tipi di moduli di rete: switching o pass-through.

## Memorizzazione
Mentre di solito un computer ha bisogno di un hard-disk per memorizzare il sistema operativo, le applicazioni e i dati, non è necessario che questo sia locale. Esistono vari metodi di connessione (FireWire, SATA, SCSI, DAS, Fibre Channel e iSCSI) per porli lontani dal server, anche se non tutti sono usati nell'ambito enterprise. L'implementazione presenta problematiche simili a quelle delle interfacce di rete (si pensi che iSCSI funziona su una connessione di rete), e allo stesso modo possono essere rimossi dalla blade e posti individualmente o aggregati nello chassis o una blade dedicata.
La facoltà di far partire il sistema da una Storage Area Network permette eliminare completamente i dischi. Questo permette di avere ulteriore spazio per memoria o processori addizionali.

## Altreblade
Visto che lo chassis consente di fornire dei servizi base in una maniera standardizzata, questi possono essere usati da altri tipi di dispositivo. Blade che forniscono switching, routing, memorizzazione, accesso a SAN e fibre-channel possono essere inserite nella struttura a vantaggio di tutti i membri.
Blade di memorizzazione possono anche essere usate dove capacità locale addizionale sia desiderata.

## Utilizzo

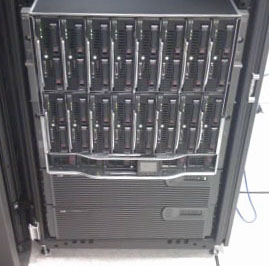
HP BladeSystem c7000 (popolato con 16 lame), con due unità UPS da 3U (sotto).

Server di questo tipo sono adatti per applicazioni specifiche, come hosting, housing e computer cluster. Le singole blade tipicamente permettono l'hot swap. Quando ulteriore capacità di calcolo, memoria e banda di I/O viene aggiunta, allora vengono usati per carichi di lavoro più pesanti e differenziati.
Mentre negli anni passati, le soluzioni "blade" erano tipicamente adottate dai data center di grandi organizzazioni (aziende o enti pubblici), recentemente sono utilizzate anche per infrastrutture più contenute.
Sebbene dal punto di vista teorico questa tecnologia permetta l'interoperabilità tra soluzioni di differenti produttori, allo stadio corrente di sviluppo si è scoperto che sorgono meno problemi nel caso di un singolo produttore.
Una standardizzazione della tecnologia potrebbe risultare in una maggiore libertà di scelta per il consumatore. Un numero sempre più alto di rivenditori di software sta entrando sul mercato.
Ad ogni modo, i blade server non costituiscono la risposta per qualunque problema. Possono essere visti come una forma di server farm che prende a prestito dai mainframe la struttura fisica, il raffreddamento e l'alimentazione. Per progetti grandi, server farm di blade server sono ancora necessari, e a causa all'alta densità possono soffrire dei problemi connessi a HVAC che affliggono le grandi server farm convenzionali.